# Nick Maley

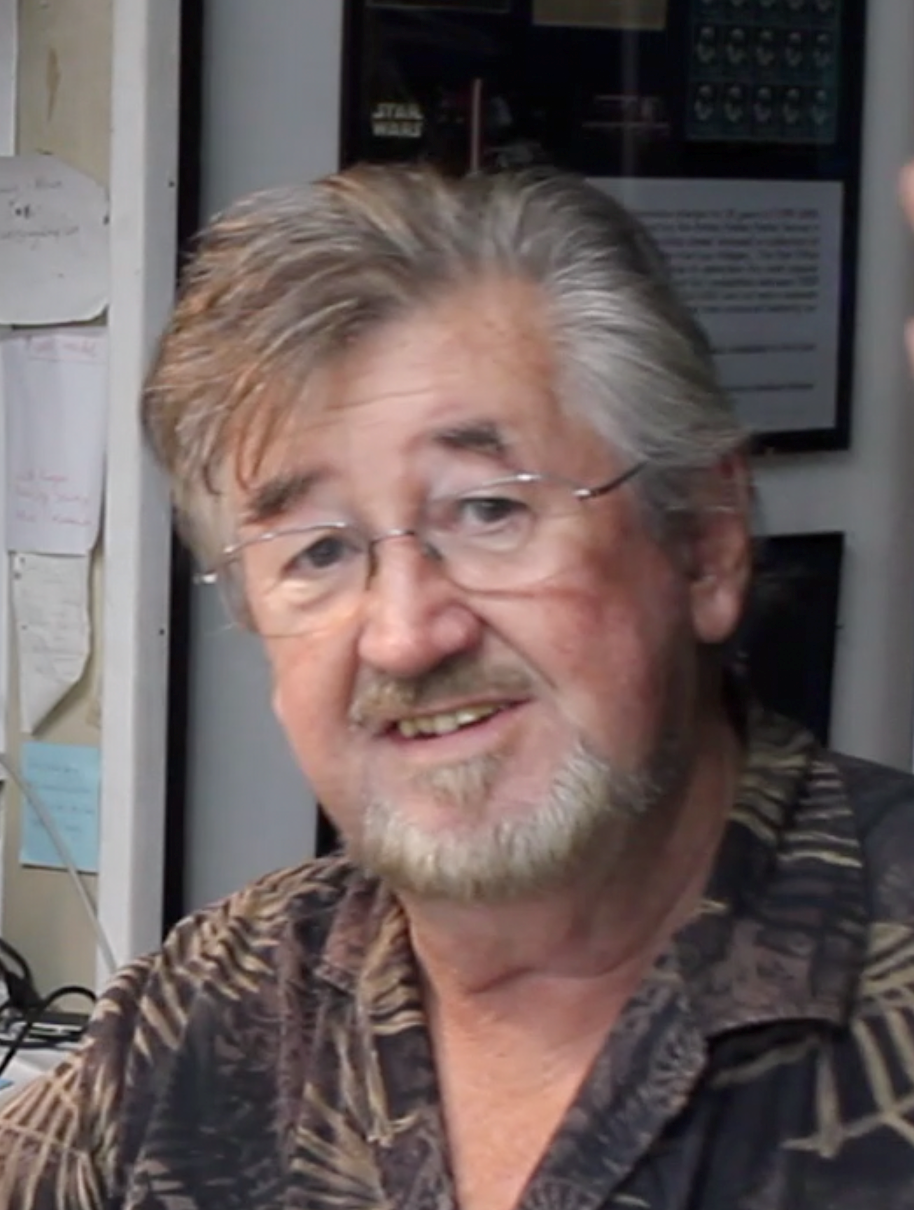
Nick Maley (2018)

Nicholas Paul „Nick“ Maley (* 17. Juli 1949 in London) ist ein britischer Maskenbildner und Drehbuchautor. Bekannt wurde er vor allem für seine Beteiligung an der Erstellung der Star-Wars-Figur Yoda, was ihm den Spitznamen That Yoda Guy einbrachte.

## Leben
Maley wurde 1949 als Sohn des Schauspielers Leonard „Len“ Maley (1923–1973) und einer Buchhalterin († 2005) geboren. Er wuchs zunächst in Wembley auf; später zog die Familie nach Kingsbury um. Sein Vater förderte seine künstlerischen Fähigkeiten, verhalf ihm zu ersten Kontakten in der Filmbranche und brachte ihm auch grundlegende Kenntnisse des Maskenbildners bei.
1969 begann er seine Arbeit in der britischen Filmindustrie. Seinen Durchbruch hatte er 1976, als er in Zusammenarbeit mit Stuart Freeborn die Masken für Krieg der Sterne erstellen konnte. Insbesondere arbeitete er mit an der Szene in der Mos Eisley Cantina, war aber auch an der Erstellung der Masken von Chewbacca, Greedo und zahlreichen weiteren Figuren im Film beteiligt. Maley arbeitete in den kommenden sieben Jahren als Freeborns Assistent an Filmen wie Superman oder Superman II – Allein gegen alle.
1980 schrieb Maley gemeinsam mit seiner Frau, der Schauspielerin Gloria Maley, das Drehbuch zum Film Samen des Bösen, der im Jahr darauf unter der Regie von Norman J. Warren verfilmt wurde. Maley war bei der Produktion auch als Makeup Supervisor sowie für die Special Makeup Effects verantwortlich. Mit dem finalen Film waren die Maleys allerdings so unzufrieden, dass sie ihre Namen aus den Credits streichen ließen.
1981 war er verantwortlich für die Maske von Anthony Hopkins als Quasimodo in Der Glöckner von Notre Dame.
Bei den Dreharbeiten zu Das Imperium schlägt zurück war Maley maßgeblich an der Erstellung der drei Yoda-Figuren, dessen Design von Stuart Freeborn stammte, beteiligt. Dies brachte Maley schließlich den Spitznamen That Yoda Guy ein.
Maley verantwortete bei Highlander – Es kann nur einen geben die Effekte der Enthauptungszenen und entwarf außerdem die Prosthetics für den von Clancy Brown dargestellten Kurgan. Darüber hinaus stammen die Storyboards für die Umsetzung der Quickening-Szenen von ihm.
1985 zog sich Maley von der Filmproduktion zurück und segelte ein Jahr lang durch die Karibik. Danach ging er nach Antigua und begann mit der Malerei. 1987 gründete er mit seiner Frau in Antigua die Island Arts Galleries, mit der sie sich vor allem karibischer Kunst widmeten. Von 1990 bis 1993 war er Präsident der Antigua Art Society. In den folgenden Jahren tourte er mit seinen Ausstellungen durch die USA, Kanada, England und die Dominikanische Republik.
1995 kehrte er nach Los Angeles zurück. Seit dem Jahr 2007 lebt er mit seiner Frau Gloria Maley auf Sint Maarten. Er betreibt dort in Philipsburg das Museum Yoda Guy Movie Exhibit.
Maley bemüht sich darum, die originale Technologie hinter der Yoda-Figur zu erhalten und rief 2015 das Projekt Saving Yoda ins Leben. Ein Jahr darauf konnte er eine voll funktionsfähige Yoda-Figur umsetzen, die er bei der Star Wars Celebration Europe in London der Öffentlichkeit präsentierte.

## Filmografie (Auswahl)
Maskenbildner
- 1970: Julius Caesar
- 1974: James Bond 007 – Der Mann mit dem goldenen Colt (The Man with the Golden Gun)
- 1976: Brüll den Teufel an (Shout at the Devil)
- 1976: Sklavin des Satans (Satan's Slave)
- 1977: Spectre (Fernsehfilm)
- 1977: Krieg der Sterne (Star Wars)
- 1977: Die Brücke von Arnheim (A Bridge Too Far)
- 1978: The Four Feathers (Fernsehfilm)
- 1978: Superman
- 1978: Absolution
- 1979: The World Is Full of Married Men
- 1979: Blutspur (Bloodline)
- 1980: Das Imperium schlägt zurück (Star Wars: The Empire Strikes Back)
- 1980: Das Erwachen der Sphinx (The Awakening)
- 1980: Superman II – Allein gegen alle (Superman II)
- 1981: Samen des Bösen (Inseminoid)
- 1981: Kampf der Titanen (Clash of the Titans)
- 1982: Der Glöckner von Notre Dame (The Hunchback of Notre Dame, Fernsehfilm)
- 1982: Britannia Hospital
- 1983: Krull
- 1983: Die unheimliche Macht (The Keep)
- 1983: Screamtime – Die unheimlich verrückte Videostunde (Screamtime)
- 1983: Grizzly II: The Concert
- 1984: Spur in den Tod (Scream for Help)
- 1984: Duran Duran – The Wild Boys (Musikvideo)
- 1985: Lifeforce – Die tödliche Bedrohung (Lifeforce)
- 1985: Arena: An Absurd Notion
- 1985: Seitenstechen
- 1986: Highlander – Es kann nur einen geben (Highlander)

Drehbuchautor
- 1981: Samen des Bösen (Inseminoid)

## Schriften
- Words & Pictures. Eigenverlag, 2010.
- The Do or Do Not Outlook. Future Horizons, 2019, ISBN 978-1949177077.